# Соломуха, Антон Павлович
Антон (Anatole) Павлович Соломуха (фр. Anton Solomoukha; 2 ноября 1945, Киев, Украинская ССР - 21 октября 2015, Париж, Франция) — французский художник и фотограф украинского происхождения, иностранный член Академии искусств Украины.
С 1980 года работает в области нарративно-фигуративной живописи. С 2000 года занимается фото-проектами. Известен открытием нового жанра в современной фотографии — «фото-живопись», в которой в своих многофигурных мизансценах объединяет фотографическое изображение с живописными поисками.

## Биография
Родился в семье советской партийной интеллигенции. Его отец, Павел Давыдович Соломуха — участник Великой Отечественной войны, в 1943 году становится инспектором педагогических кадров Украины в секретариате Н. С. Хрущёва. Его мать, Галина Фон Кригин — педагог.
По окончании средней школы и обязательной службы в армии Антон поступил в Киевский художественный институт на факультет Реставрации иконы, где близко знакомится с философией религии. Был принят в мастерскую академика Татьяны Яблонской. Дипломирован как художник-монументалист в 1973 году.
Мировоззрение художника формируется под влиянием таких мастеров, как театральный декоратор Михаил Френкель, кинорежиссёр Сергей Параджанов, писатель В. П. Некрасов и др.
В 1971 году у него рождается дочь Кристина. С 1975 по 1978 годы его творчество и несогласие с политической цензурой привлекают внимание властей. Неоднократно вызывался в КГБ СССР.
В 1978 году Соломуха иммигрировал во Францию.
Умер в Париже 21 октября 2015 года.

## Творчество

### Живопись

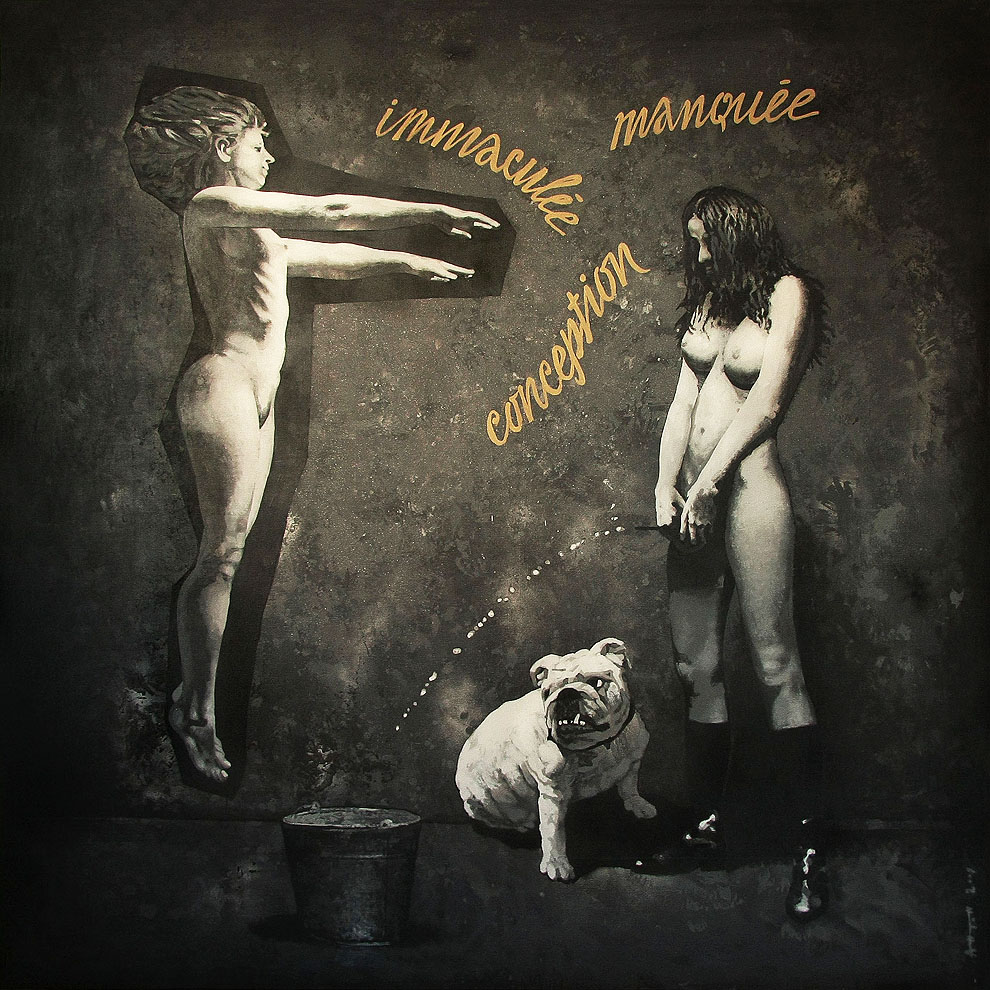
Les mythes et les limites. Неудавшееся непорочное зачатие. 179x179см.

1978—1980 гг. стали периодом экспериментирования в различных техниках, системах и эстетических формулах. Переломным моментом в творчестве стала девятимесячная поездка в США, где Соломуха выставляется в Нью-Йорке, Бостоне, Кливленде, Вашингтоне, Филадельфии.
В 1981, 1982, 1983 годах в качестве сценографа участвует в Фестивале камерной музыки (Lockenhaus Kammermusikfest), куда приглашен скрипачом Гидоном Кремером.
Влияние классической музыки, знакомства с великими музыкантами прослеживаются в живописи этого периода.
В 1985 году проект «Les Grands Mythes» привлекает внимание Томаса Крингс-Эрнста, в кёльнской галереи которого до 1989 года происходят регулярные персональные выставки.
В 1988 году две картины Антона Соломухи приобретаются Музеем Людвига.
До 2002 года важными проектами в живописи были серии «Боксеры», «Intime corruption», «Mechanical Toys», «Les mythes et les limites», «Jazz». Эти серии характеризуются поисками формальных выразительных средств, позволяющих противопоставить различные структуры мышления, и пристальным вниманием ко всему парадоксальному. Его идеологическая, эстетическая и этическая позиции формировались под влиянием французских критиков Бернара Ламарш-Вадель и Мишель Анриси.
Серия картин «Аллегории» 1979—2002 гг. намного более фигуративна и живописна. Цитирование произведений эпохи барокко, поиск героев и антигероев, основанное на серьёзных композиционных структурах, претерпевает постоянные изменения, часто под влиянием фотоизображения.

### Фотография

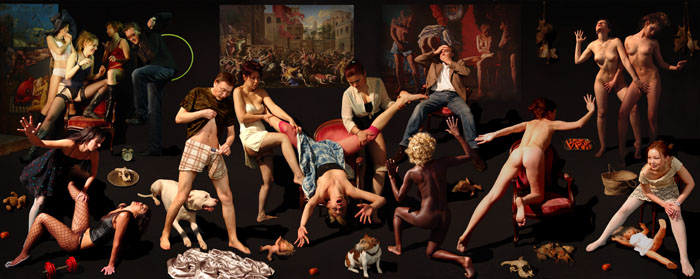
Красная Шапочка посетила Лувр. 72x180. 2008 г. Николя Пуссен. Похищение сабинянок

В поисках новых выразительных средств, нового изобразительного языка Соломуха-живописец все чаще и чаще обращается к фотографии. В 1990 году близко знакомиться с Робером Дуано. В 1995 на протяжении долгого времени занимается рисунком с Анри Картье-Брессон. Оба знакомства сильно влияют на решение посвятить себя фотографии. С 2002 года фотография становится основной сферой творчества.
Для первых серий «La fille au bilboque», «Les sexes des anges», «I fuck your TV» характерны выбор замкнутого пространства, темные фона, присутствие зеркала, как «персонажа», для построения то иронического, то поэтического сюжета, берущего свои корни в исторических мифах, библейских сюжетах. Идеей фикс этих проектов становится отказ от социального, временного, «репортажного». Связь с живописью проявляется все больше и становится основной темой в серии монументальных фотокомпозиций «Красная Шапочка посетила Лувр».
Большие квадратные и «панорамические» композиции только технически являются Фотографиями, но решаюся, строятся как живописные произведения, как Картины. Это закладывает фундамент для нового жанра в современном изобразительном искусстве «фото-живопись».

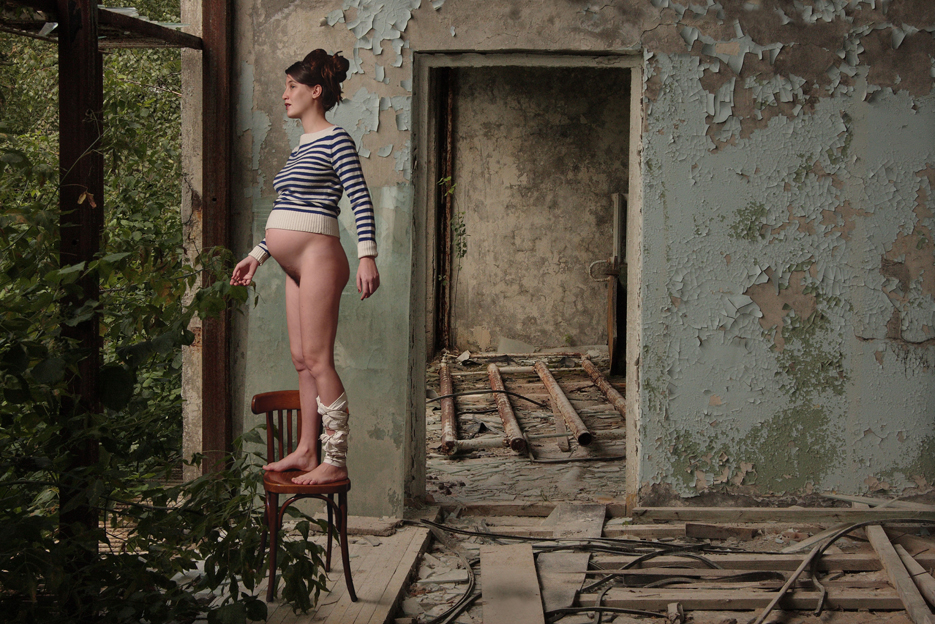
Мона Лиза ди Антонио Мария Герардини дель Джокондо

Фото-картины этой серии представляют собой сценическое пространство с темным фоном, заполненное актёрами-персонажами, будто только что пришедшими с современных парижских улиц, смешанные с обнаженными моделями, животными, элементами натюрморта и бесконечным количеством мелких деталей, покрывающих полы и стены сценического пространства.
Система мизансцены ментального театра позволяет художнику оторваться от обычного фотографического изображения, создать парадоксальное метафизическое пространство, в котором каждый из персонажей как в оперном действе исполняет свою роль, оставаясь при этом самостоятельным элементом, связанным с другими только волей художника.
Цитирование классиков живописи Антон Соломуха продолжает в 2009 в серии «Красная Шапочка посетила Чернобыль». Метод иронической аллегории позволяет здесь построить реминисценции картин Лувра в морбидных декорациях Чернобыльской катастрофы.

## Музеи
- Musée des Beaux-Arts de Mons (Belgique)  (фр.)
- Peintures Françaises du Musée Ludwig (Allemagne)  (фр.)
- Leopold Hoesch Museum, Германия
- Musée d’Art moderne (Sarajevo, Bosnie)
- Musée Cosmo Hôtel (Hong-Kong, China)
- New-York Academy of Art (NYC, USA)  (англ.)
- Fondation Dosne -Thiers (France)
- Rally Museum (Israël)
- Musée Norton Dodge (Maryland USA)
- NCCA National Center for Contemporary Arts, (Moscow, Russia)
- UIMA Ukrainian Institute of Modern Art (Chicago, USA)  (англ.)
- Musée d' Art Modern d’Ukraine (Kiev, Ulraine)